# Szentendre
Szentendre (németül: Sankt Andrä, szerbül: Сентандреја, szlovákul: Svätý Ondrej) város a budapesti agglomerációban, Pest vármegyében a Szentendrei járás székhelye. Elsősorban művészetével és kultúrájával ragadja magával a látogatókat.
Szentendre a Dunakanyar kapujában, a Visegrádi-hegység és a Szentendrei-Duna találkozásánál, a Szentendrei-szigettel szemben, gyönyörű természeti környezetben található. Budapest irányából könnyen megközelíthető autóval, a H5-ös HÉV-vel, autóbusz- és sétahajó-járatokkal. Kedvelt kirándulóhely.
A város az 1870-es évekig kisváros volt, alig érte el a négyezer fős lakosságszámot. Az akkori város lakóterülete ma mindössze két városrészt foglal magában, a Belvárost és a Szamárhegyet, bár ez utóbbi is csak a 20. század elején lett lakóterület. E két városrészt Szentendre összes többi területétől elkülöníti az ezek határán haladó 11-es számú főút.
Szentendréhez néhány kisebb település csatlakozott az évszázadok során, ezek ma Szentendre különböző, hagyományos elnevezéssel bíró városrészei, így például Izbég és Derecske. A korábban a szentendrei mezőgazdasági területekhez tartozó részek legnagyobb része már beépített belterület, mint a Pannóniatelep, Püspökmajor, Pismány, Szarvashegy. Az 1970-es évek végének nagyarányú, egylépéses belterületbe csatolása a lakóterületet többszörösére növelte, a 21. század elejére ezek nagyrészt beépültek, így a korábbi kisváros lakossága 2021-ben elérte a 28.040 főt. A lakóövezet terjeszkedése a Szentendrén hagyományos gyümölcstermesztésnek és kertművelésnek gyakorlatilag véget vetett.[forrás?]

## Földrajz

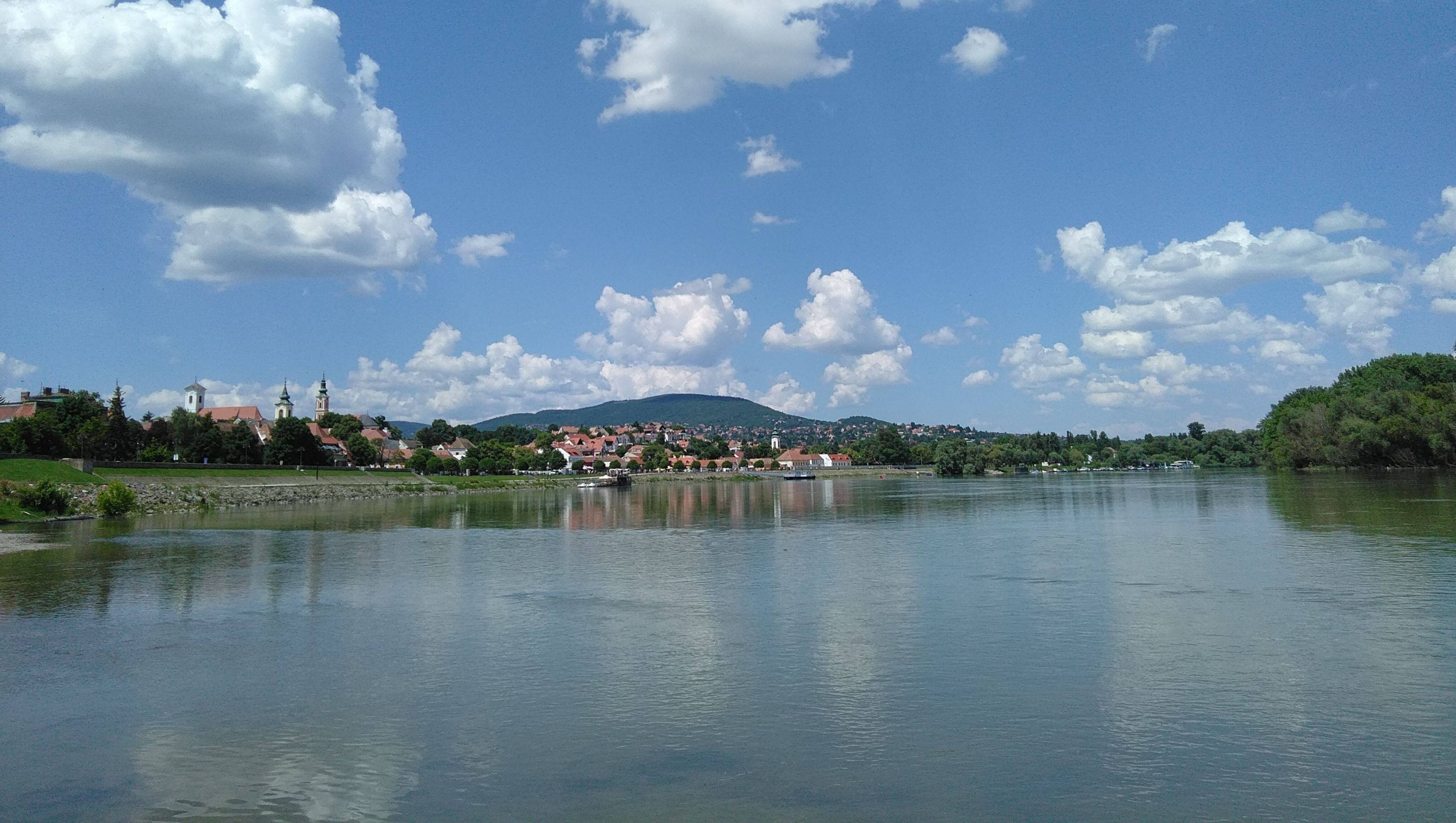
A Duna korzó a Bükkös-patak torkolata felől

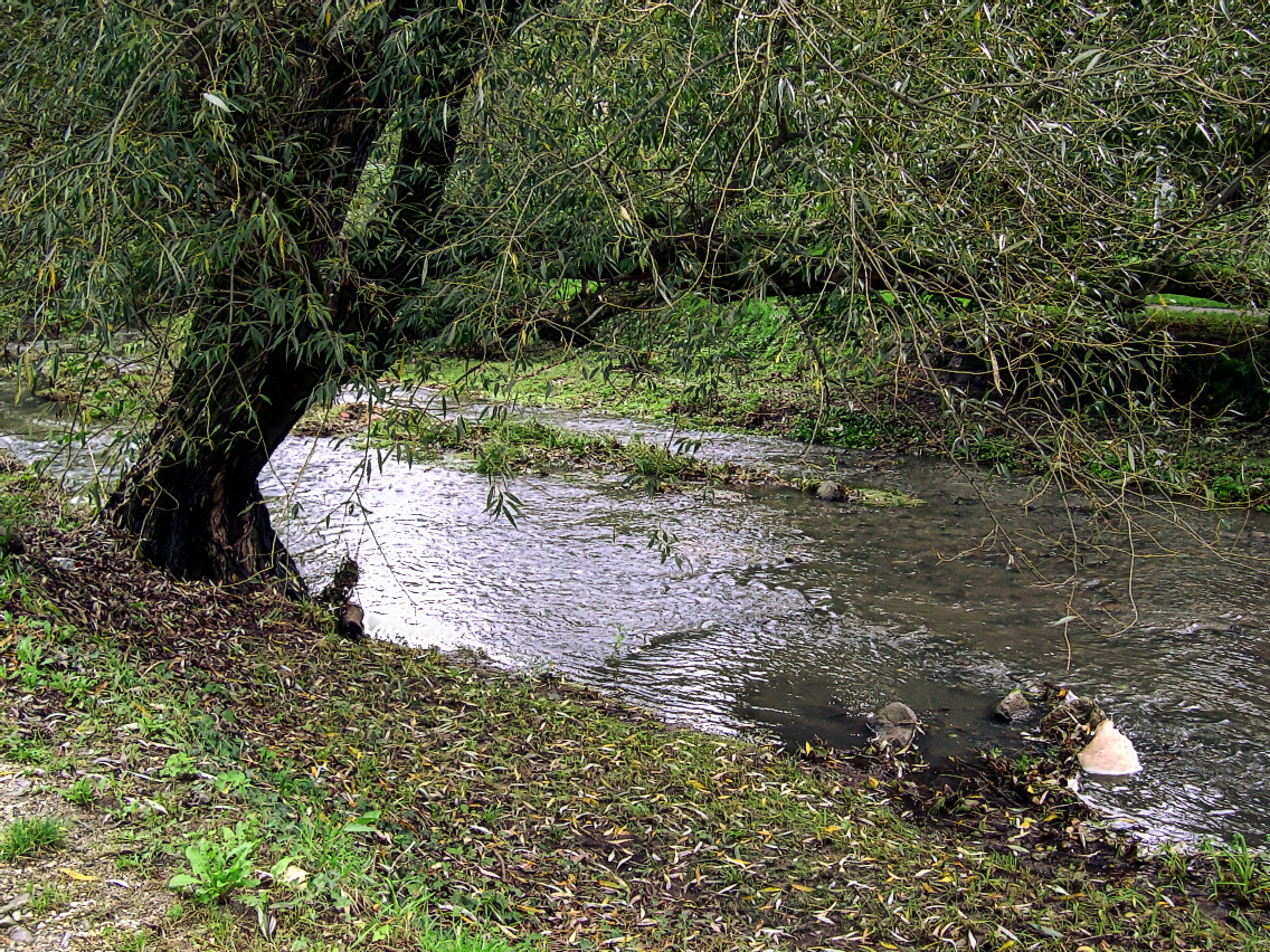
A Bükkös-patak

Szentendre a Visegrádi-hegység Vác–Pesti-Duna-völgy felé lefutó keleti lejtőin helyezkedik el. Északról Leányfalu követi, a Szentendrei-Duna bal partján a Szentendrei-sziget húzódik, délről a Pomáz és Budakalász határolja, nyugatról a már említett Visegrádi-hegység vulkanikus tömbje magasodik fölé, melynek legközelebbi csúcsa a kettős kúpú Nyerges-hegy, illetve annak nyúlványaként Szentendre „üdülőtelepe”, a Pismány. Vízrajzát a hegyvidék felől a Duna-ág irányába tartó bővízű patakok adják. Észak felöli déli irányban haladva: Sztelin-patak, Sztaravoda-patak, Bükkös-patak és Dera-patak. Maga a belváros a Sztaravoda- és a Bükkös-patak völgye között, a Duna korzó és a Dunakanyar körút között helyezkedik el.

## Története

### Őskor
Szentendre területe szakaszosan lakott, egymástól független (nem egymásból fejlődő) települések története. Ezek a települések a térség négy nagyobb vízfolyása mentén jöttek létre, általában a Duna menti közlekedéssel összefüggésben, az ókorban a Pilisből levezető utak gyűjtőhelye. A Ferenczy Múzeum anyagában bronz- és vaskori szórványleletek találhatók. Egy bronzkori urnás temető a Pap-szigeten ismert, amely azonban Szentendre középkori városmagjától, a Bükkös-patak medrétől viszonylag messze északra van.  A középkor első szakaszaiban szintén ugyanott volt lakott hely (szarmaták és avarok), bár az avarok már a mai városközpont környékén is laktak.

### Ókor

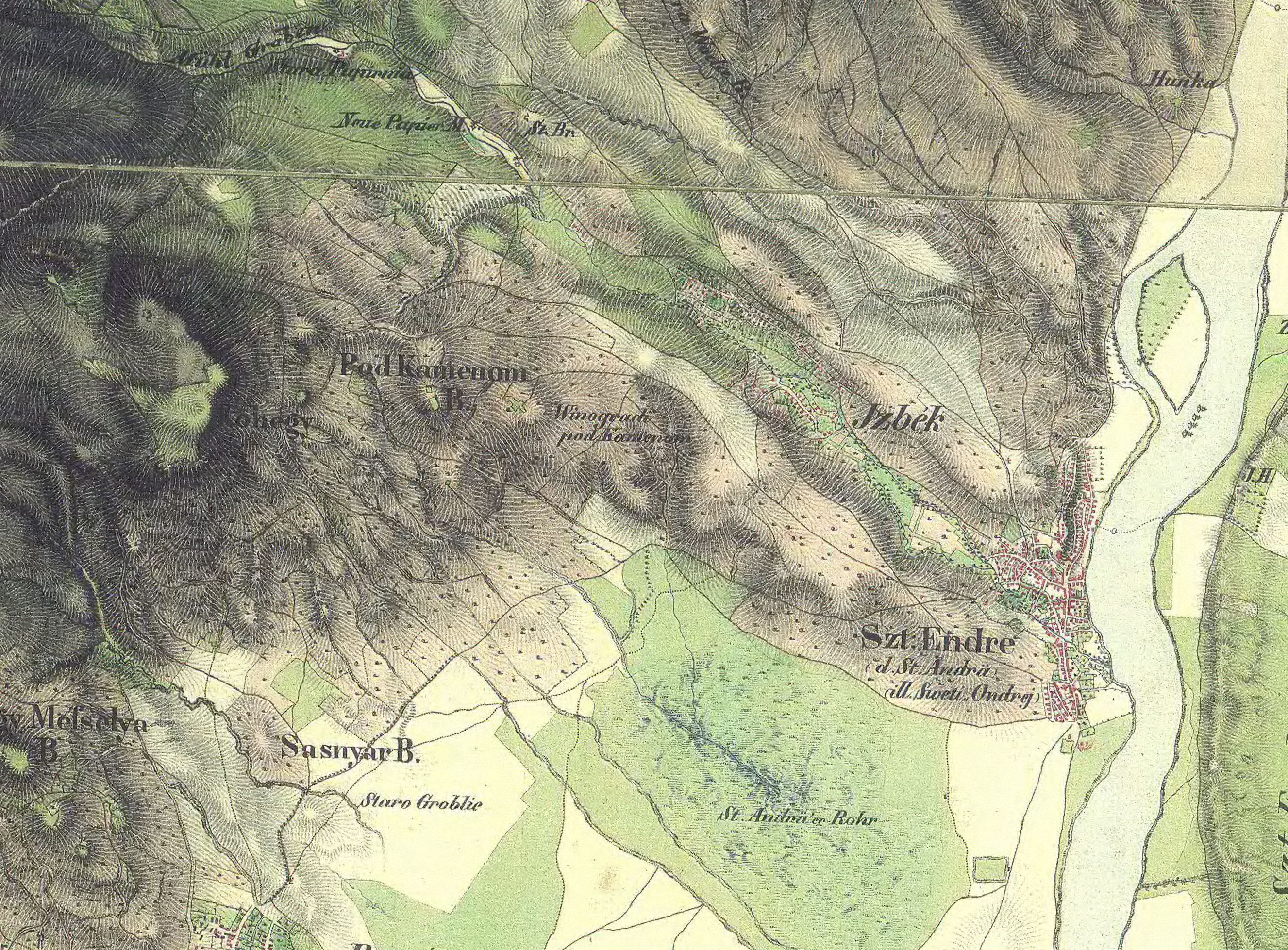
Szentendre városa az 1806–1869 között készített 1: méretarányú katonai topográfiai térképen

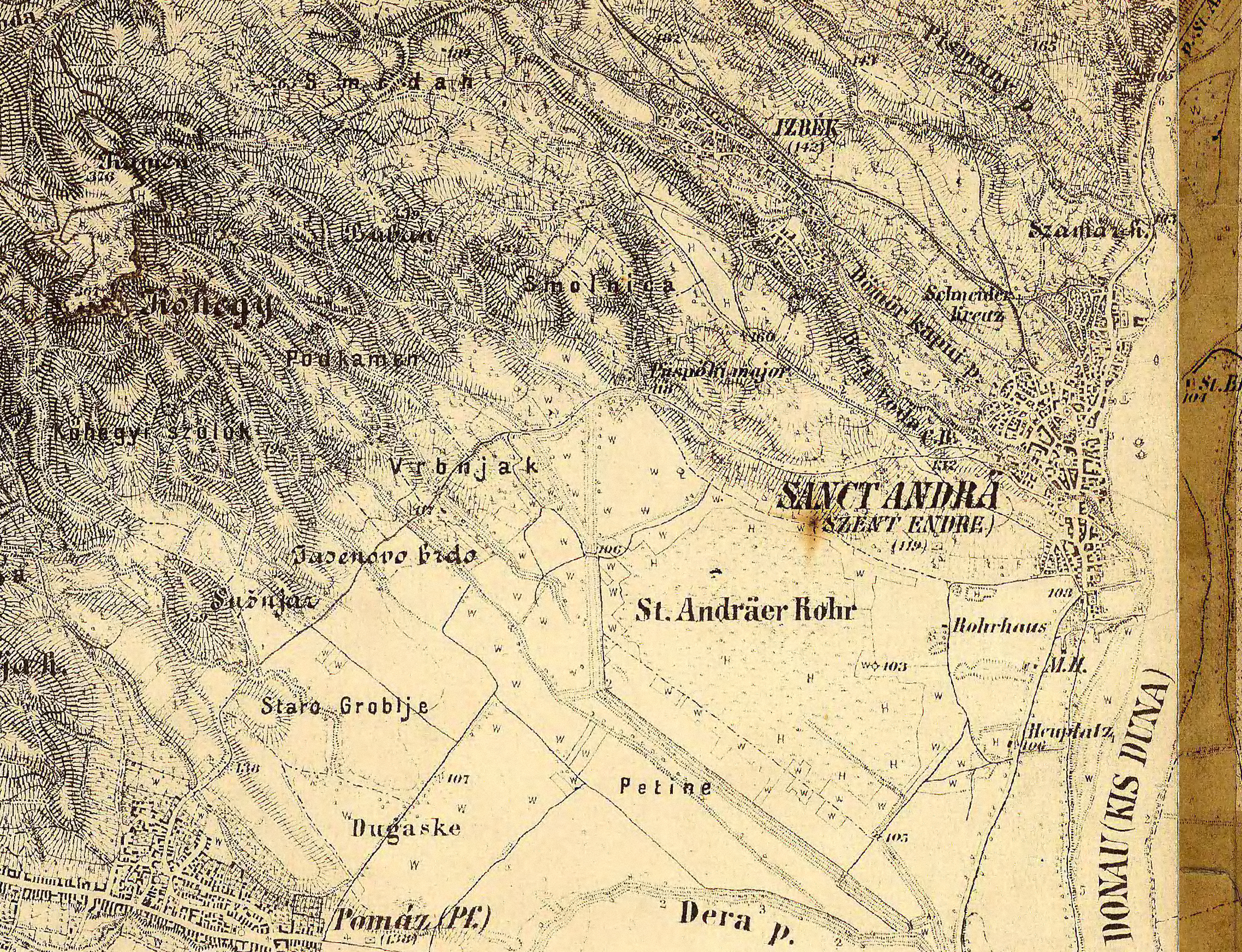
Szentendre városa az 1872–1884 között készített 1: méretarányú katonai topográfiai térképen

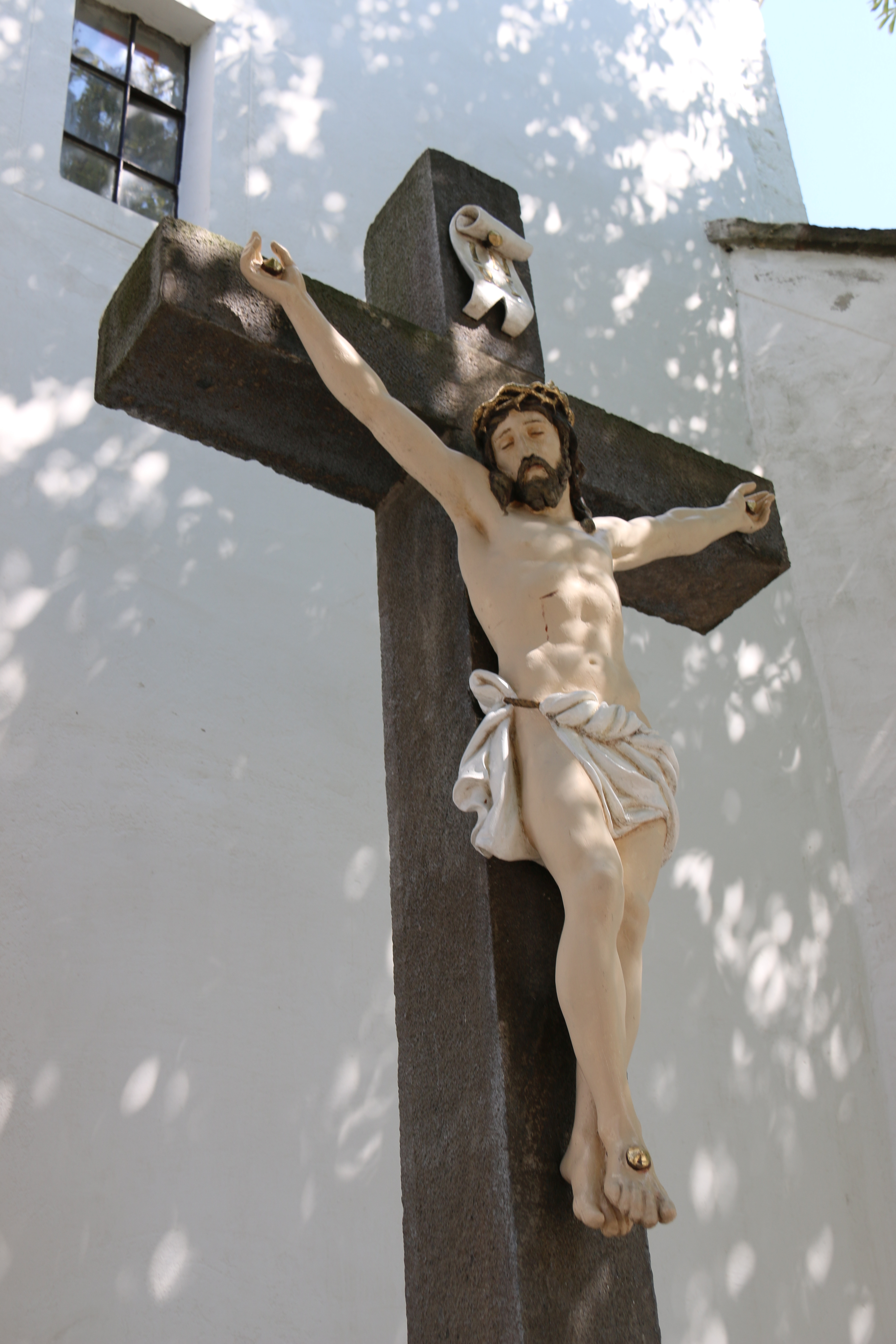
A Keresztelő Szent János-plébániatemplom melletti, Jézus Krisztust ábrázoló feszület

Szentendre mai területén az első jobban ismert őslakosság eraviszkusz eredetű,  az első név szerint ismert lakott hely Ulcisia Castra – később (II. Constantius egyik csatája emlékére) Castra Constantia – volt, a hasonló nevű római auxiliáris táborhoz kapcsolódó limestorony, és az ahhoz csatlakozó kisebb kiszolgáló település (vicus), valamint a villagazdaságok. Municipiumi rangot nem kapott. A villákat aquincumi tisztviselők és veteránok lakták. Ezek közt van Pannonia jelenleg ismert legnagyobb villaépülete is. Az erőd (burgus) 205 × 134 méteres, mintegy ezer harcosnak, egy cohorsnak helyet adó építmény volt, a Cohors militaria nova Surorum állomáshelye.
Tóth Endre véleménye szerint sem Ulcisia, sem Constantia esetén a castra nem a név része. Ulcisia az Itinerarium Antonii forrásban olvasható, ahol a castra melléknévként, a település értelmező jelzőjeként szerepel. Constantia esetén pedig a három rendelkezésre álló forrásból kettő szerint egyértelműen Constantia, a harmadik pedig egy sírfelirat hibás kiegészítése.
A ma ismert alaprajz a patkó alakú saroktornyok alapján Diocletianus idején alakulhatott ki. A római helység a Duna vonalán húzódó limes érdekeinek megfelelően jött létre, ez volt a Dunabogdány (Cirpi) és Óbuda (Aquincum) közötti szakasz ellenőrző pontja. Maga a Dunakanyar Pannonia védelmének kulcsa volt, mivel a kvádok, szarmaták és jazigok elterjedése is határos volt e környékkel. Az Ulcisia Castra név az illír ulk szóból ered, amely farkast jelent, és még az eraviszkuszok előtti, leletekből nem ismert illírekre utal.
Ulcisia Castra (magyarul: Farkasvár) Pannonia provincia „limes”-ének egyik jelentős állomáshelye, Marcus Aurelius kedvenc katonai tábora volt (lásd még: a római limes magyarországi szakaszai). Megfordult itt 202-ben Septimius Severus, 214-ben Caracalla és 375-ben II. Valentinianus császár. Áprily Lajos így eleveníti meg ezeket az éveket:
„Zuhog a fény a ház-sorok falára, /
megtündököltet minden ablakot. /
A római Castra Ulcisiára /
valamikor itt így ragyoghatott. /
Lábak dobbantak, had vonult kevélyen, /
belerezzent minden útmenti ház, /
íjak villantak, s ragyogott a fényben /
ezer feketebőrű szír íjász…” (Szentendrei vízió)

### Középkor
A népvándorlás korában a környék nem volt lakott hely. A rómaiak a 4–5. század fordulója környékén feladták a helyet, ezután az 5. századból még vannak sírok, de később valószínűleg lakatlan volt a terület. A hun időkből longobárd leletek kerültek elő, sőt a száz sírhelyes temető egyenesen Magyarország eddig ismert legnagyobb longobárd temetője. A VII. századból avar ötvöstermékek ismertek, amelyekből egyesek arra következtetnek, hogy avar fejedelmi központ volt a környéken. A 9. században a feltevések szerint Kurszán fejedelem használta a római tábor maradványait erődítményként, a hozzá tartozó település pedig mintegy egy kilométerrel északabbra, a mai Pap-sziget magasságában volt. Innen 10. századi sírok ismertek, míg a környéken Pomáz és Csobánka területén voltak a jelentősebb honfoglalás kori települések.
A helynévanyag is arra utal, hogy Szentendrén ekkor nem volt jelentős település, mivel a környék gazdag a törzsneves településnevekben, míg Szentendre névadása jóval későbbi eredetű. Taksony idején Apor nyári szálláshelye lehetett. Erre egy 1009-es oklevél utal, amelyben a veszprémi püspökség egy települést kapott I. Istvántól. A település az Apor-patak mentén feküdt, e patakot pedig ma általában a Bükkös-patakkal azonosítják, amely keresztül folyik a mai Szentendrén, a középkorinak pedig déli határa volt. Ez a terület azonban lakott, így régészeti igazolása egyelőre nincs a korai királyság korában létező településnek. Egyes források alapján e környékre lokalizálható egy Apurig nevű település, aminek névetimológiája alapján egy Apor patak (Apor ügy) nevű vízfolyás melletti lakott hely képzelhető el. A környéken azonban négy jelentős patak is található, a Dera-, Bükkös (korábban Bela-voda), Öregvíz (vagy Sztaravoda) és a Sztelin (régebben Pismány-patak), ezenkívül az 1872–1884-es harmadik katonai felmérés térképe alapján egy ma már jobbára kiszáradt vízfolyás is jelentős volt, a Dömörkapui patak. Nem dönthető el, hogy az Apor patak melyikkel lenne azonosítható. Egyes elméletek szerint a város neve is I. András királyra, illetve a Szent András kolostorra utal.
A 12. században már a veszprémi püspökség oklevél-kiállító székhelye Szentendre. Neve Fulco deák (valójában „hospes”,  püspöki írnok) 1146-ban Sanctus Andreasban kelt végrendeletében, amelyet II. Géza király erősített meg, fordul elő először. Fulco életútjáról kevés adat ismert, ezek alapján külföldről vándorolt be a Magyar Királyságba és Álmos herceg szolgálatába állt klerikusként. Később Szerafin esztergomi érseknek és több veszprémi püspöknél szolgált, és a későbbiekben oblatus lett, a bencés rend pannonhalmi Szent Márton monostorához csatlakozva, anélkül, hogy szerzetes vált volna belőle. A végrendelete és birtokai alapján nem bizonyos, hogy a testamentum megírásának alkalmi ügyénél más szálak is Szentendréhez kötötték volna: amennyiben rendelkezett volna szentendrei birtokokkal, a végrendeletében bizonyosan belefoglalta őket. A pannóniai Ulcisia Castra és a honfoglalás kori település, valamint Apurig és Szent András városa között nem kimutatható településkontinuitás. A 12. századi városmag a korábbi római őrtoronyhoz képest a Bükkös-patak másik oldalán települt a ma is meglévő Szent András-templom köré. (Ma Keresztelő Szent János-plébániatemplom.)
Az Árpád-ház idején udvarhely lett, vagyis a vándorló királyi ház egyik szálláshelye. A többi ilyenhez hasonlóan itt is egy templom, és a közelében épített királyi szállás képezte a városmagot. Az Árpád-kori templom a Bükkös-patak mellett álló dombon épült, a patak és a domb között helyezkedett el az erődített udvarház, amely feltehetően a mai Városháza helyén, vagy a közelében állt. A patak másik oldalán található a Kálvária, a fallal körülvett templomdomb keleti oldalán pedig az első magánházak épültek fel. A 13–14. században (1318-ig) főesperesi székhely is volt. Szentendrének ekkor különböző árumegállító és vámjogai voltak, a szentendrei polgárok vámmentességet élveztek Buda és Esztergom között. 1318-ban Károly elvette a veszprémi püspökségtől a birtokot, a főesperességet Budára költöztette, és Szentendre az esztergomi érsek fennhatósága alá került. 1342-től bencés nagykáptalan, ennek kolostorában halt meg 1385-ben II. Károly. A kolostor helye egyelőre ismeretlen. 1493-tól pálos perjelséggé alakult. A régi térképek Sanct Andreas Closter néven említik Szentendrét, ami arra utal, hogy a vásárváros alakult a kolostor körül és nem fordítva, a város területének jó része egészen a 16. század végéig a pilisi cisztercita rend tulajdona.  A 16. századból származik egy záloglevél, amely szerint a Bükkös-patak mentén már álltak vízimalmok, amelyek később is a szentendrei ipar fontos részét képezték,  valamint szintén I. Károly korabeli dokumentumból tudjuk, hogy elsősorban hajó- és szekérépítéssel foglalkoztak a helyiek.

### Újkor
A szerb bevándorlások már a 14. században megkezdődtek, mégpedig az 1389-es első rigómezei csata hatására felkerekedők voltak az első, még kis számú menekülők. 1426-ban Brankovics György a Nándorfehérvárért cserébe kapott területek közt Szentendrét is megkapta. 1428-ban így már Brankovics birtokaira érkeztek azok, akik Galambóc és Nicsevó eleste után látták jobbnak az északra költözést. A Beográd-templomot valószínűleg 1521-ben kezdték építeni, ami szorosan összefügg Nándorfehérvár 1521-es elvesztésével. 1559-re viszont már csak 38 lakott ház maradt Szentendrén, 1588-ban összesen hat porta maradt az apátság összes Pilis vármegyei birtokán, és ezek Szentendrén voltak.
A török korban a város elnéptelenedett, az összeírásokban pusztaként szerepel. Egy 17. századi összeírás alapján a városban egyetlen családfő volt, vagyis legfeljebb egy családnyi állandó lakos, valamint a hozzájuk tartozó kiszolgáló személyzet jelentette a teljes létszámot. 1595-től (Visegrád visszafoglalásától) 1605-ig (Visegrád és Esztergom újbóli török fennhatóságáig) a komáromi várkapitányság birtoka. 1659-től névleg Zichy István altábornok és kamarai elnök adománybirtoka, és a 18. század első felében a Zichy családban öröklődött. A településen 1420 és 1690 között négy délvidéki betelepülés volt, amiből részletesen csak a legutolsó szerb ismert. A 15. században macedo-bolgárok és dalmátok érkeztek, akik a török fennhatóság alatt jelentősen megfogyatkoztak, részben közeli más településekre költöztek, de fenntartották a katolikus egyházközséget. 1684-ben szabadult fel Esztergom környéke a török uralom alól (a győztes szentendrei csatát Lotharingiai Károly vezette), de Ibrahim budai pasa fennhatóságát Szentendrén csak 1686-ban számolták fel végleg. 1687-ben ismét dalmátok, 1690-ben szerbek telepedtek le. Az 1690-es szerbekkel érkezett Csernojevics (III.) Arzén ipeki pátriárka is. Összesen mintegy 37 000 fő, 6-7 ezer szerb család érkezéséről szólnak a dokumentumok, akik szétszóródtak a környéken – csak egy részük került Szentendrére –, és egyáltalán nem szánták véglegesnek a költözést. Csak a karlócai béke konzerválta azt az állapotot – a szerb területek feletti török uralom fennmaradását –, amely miatt végül is maradtak. Azonban a hazaköltözésbe vetett bizalom jelképeként ma is felismerhető, hogy ezek a telepesek nem vásároltak nagy telkeket, csak akkorát, amekkorára egy ideiglenes házat felépíthettek. Az egész belváros jelenleg is ugyanazokon az apró telkeken épült kisebb-nagyobb házakból áll. A beépítettsége 50–100% között mozog. A felvirágzás emlékeit mindmáig őrzik a délies hangulatú, barokk stílusú polgárházak, a templomok, a macskaköves utcácskák és a szűk sikátorok. Az 1690-es nagy szerb kivándorlás nagy számban hozott Szentendrére szerbeket, akik maradandó nyomokat hagytak a város képén és kultúráján, mindenekelőtt a mai városközpont szerb kereskedőházai őrzik emléküket. Ezek azonban nem azonosak az eredeti szerb bevándorlók által épített házakkal, a városközpont a 19. század végi térképek alapján még más épületeket tartalmazott. Az újjáépítések, toldások és átépítések során megőrizték a 18. századi barokk, rokokó és copf jellegeket.
A szerbekkel együtt jelentős dalmát bevándorlás is volt. A dalmát családok a Szamárhegyen telepedtek le, ahol ma a Dalmát utca őrzi emléküket. Ebben az utcában még az 1980-as években is kizárólag a dalmát családok leszármazottai éltek. Ma már szétszóródtak a város területén.
A középkori településszerkezet gyakorlatilag ismeretlen, középkori falak csak néhány összefüggéstelen pontról ismertek. Egyetlen teljes egészében feltárt középkori épület van, mert a többi ma is használatban lévő műemléképületek alatt fekszik, amelyek legfeljebb pontszerűen ismertek. Ezek közt van a középkori városfal egy nagyjából 200 méteres szakaszának néhány pontja. A ma is látható belvárosi szerkezet 1785 és 1850 között alakult ki, amelyet a katonai felmérések térképeinek összehasonlításával lehet bizonyítani.
A korábbi egytemplomos kisváros az újratelepülés után hét templomos kisvárossá alakult. A hat további templomot nyilvánvalóan a betelepülők alapították, illetve vették birtokba a még 1389 óta létező, elhagyott templomokat. Azért ilyen sokat, mert minden önálló közösség emelt magának egyet, végül pedig a görögkeleti püspöki székhely egy püspöki templom építését is megkívánta. Így lett Szentendréből a hét torony városa a 18. században, a város virágkorának századában.
A templomokat eleinte fából – ideiglenesen – építették, majd a 18. század folyamán mindegyiket felfalazták és toronnyal látták el, vagy a közelében építettek kőtemplomot. Közülük négynek a neve az alapítók származását is elárulja. A Pozsarevacska templom Pozsarevác szerb településről érkezők alapítása, 1763-ban fejezték be. A Csiprovacskát (Szent Miklós templom) a szerémségi csiprováciak, 1791-ben lett kész (ma Péter-Pál római katolikus templom). Az Opovacskát opováci szerbek építették 1746-ban, de 1900-tól megszűnt a presbitérium, 1913-tól református templomként működik. A Száborna vagy Beográd nevű püspöki templomot nándorfehérváriak emelték. A Preobrazsenszka foglalkozás szerinti, a rév környéki tímárok és tobakosok építtették, a felette lévő dombon ma is áll a tobakosok keresztje. A Blagovesztenszkát görög kereskedők alapították. Ez utóbbit ezért Grecskának is nevezik, és ez volt a városrészük neve is. A katolikus dalmátok területileg elkülönülve a város északi részein telepedtek meg a Keresztelő Szent János plébániatemplomtól kezdődően (amely ekkor az egyetlen katolikus templom volt, a korábbi Szent András templom helyén).
A szerbek számos kiváltságot kaptak: szabad vallásgyakorlást, bíróválasztást, Ó naptár használatát,  iskolaalapítást, nyelvhasználatot és jelentős adókedvezményeket. A középkori magyar város helyén a 18. század közepére virágzó szerb polgárváros alakult ki, amely Mária Terézia idején lett mezővárosból szabadalmas királyi város.
A 19. század közepén magyarok, németek, szlovákok települtek be, ami megváltoztatta a település etnikai képét. Az 1890. évi népszámlálás szerint Szentendrén 27,9% német, 26,4% magyar, 23,6% szlovák, 19,1% szerb és 3% egyéb anyanyelvű lakos élt.
Szentendre 1872-ben kapta meg a rendezett tanácsú város jellegét. A városi rang visszavonására sosem került sor, de a török időkben elnéptelenedő terület természetszerűleg nem szerepelt a városok listájában. Az 1690-es évektől a néhány száz fős lakosság lassan gyarapodni kezdett, és a betelepülőkkel 1872-ben érte el azt a szintet, amikor a falusi jelleg helyett ismét a városias jelleg dominált, és mind a közigazgatás, mind a település infrastruktúrája lehetővé tette a városi formával járó előjogok gyakorlását.
A nyugodt kisvárosi élet a 20. század eleje óta vonzza a művészeket. A szentendrei művésztelep 1929-ben jött létre; hozzá fűződik az ún. szentendrei iskola. Ma is több mint kétszáz képző- és iparművész, valamint író, költő, zeneművész és színész él a városban, többnyire budapesti kiállítási és munkalehetőségekkel.
Szentendre városa az 1870-es évekig Magyarország egyik legkisebb városa volt, általában 3–4000 fős állandó lakossággal. A 20. század folyamán a szuburbanizáció következtében a lakosságszám dinamikus gyarapodásnak indult. 1979-ben a teljes Pismány-hegy, a Kada-csúcs és környéke, a Tyúkosdűlő, Boldogtanya (korábban Leányfalu része), a Sztaravoda, a Szentendre és Izbég közötti dombok vonulata, a Püspökmajor és környéke, valamint Pannóniatelep belterületbe csatolásával a családi házak és hétvégi nyaralók építéséhez felparcellázható telkek kínálata drasztikusan megnőtt. A város azóta terjeszkedik a környező hegyek irányába (például Szarvashegy), és már túllépte a 25 000 fő állandó lakosságot, amihez nem számolják hozzá a hétvégi házakban be nem jelentetten állandóan Szentendrén élőket. A népesség növekedését a város infrastruktúrájának fejlődése azonban lassan követte.

### Gazdaság és társadalom az újkorban
Alapvetően három gazdasági ágazat működött: a szőlő- és bortermelés, az ipar, a kereskedelem és szállítás. Két-három nemzedék például megtízszerezte a szőlőtermesztést és a kiváló vörös bor vízi és szárazföldi utakon Ausztriába, Csehországba és Lengyelországba is eljutott. A textiliparban szabó, kalapos, paplanos, szőnyegkészítő, tógaszűcs és zubbonykészítő mesterek; a faiparban favágók, ácsok, asztalosok, kárpitosok és kádárok; a bőriparban kordovánosok, tobakosok, csizmadiák, szűcsök és nyergesek; a fémiparban aranyművesek, kovácsok, kerékgyártók dolgoztak. Éltek még rajtuk kívül Szentendrén hajósok, révészek, molnárok, bérkocsisok, hajóvontatók, szappanfőzők, festők, pékek és pipakészítők.
A város leggazdagabb polgárai a szőlőbirtokkal is rendelkező kereskedők voltak. Szerb Privilegiális Szentendrei Kereskedő Társaság néven már 1698-ban érdekközösségbe tömörültek. Céhük közel másfél évszázadig állt fenn. Ők emeltettek emlékkeresztet a város főterén 1763-ban, hálából, hogy a nagy pestisjárvány elkerülte Szentendrét. A kalmárkereszt (vagy pestiskereszt) azóta is áll.
A szerb kereskedőcsaládok elsősorban a Fő téren és közvetlen környékén, a mai Dumtsa Jenő utcában, a Bogdányi utcában, a Görög utcában és a Duna-parton  építették fel emeletes házaikat a korábbi faházak helyén. Stílusuk máig láthatóan délies, „mediterrán”. Hatalmas – néha több szintes – pincéikben tárolták a bort; a földszinten rendezték be az üzletet; az emeleten lakott a kereskedő és családja; a magas padlástér pedig áruraktárként szolgált. Az építkezéshez felhasználták a római- és középkori romépületek anyagát. Házaikat gyakran a korábbi épületek alapjaira építették. Így alakult ki a belváros mai arculata: 18. századi egyszerű barokk, rokokó és copf épületek középkori utcaszerkezet keretében.
Az 1728-as összeírás szerint 2158 akó bort termeltek majdnem 88 hektáron. A 15 akó környéki holdankénti átlagtermés jónak mondható. 1772-ben az úrbéri összeírás 371 hektár szőlőt regisztrált, 1787-ben 305 szőlőbirtokost írtak össze, össztermésük 34 895 akó bor volt, és a századfordulóra 70 000 akóig  ugrott fel (majdnem négymillió liter). Az 1791-es összeírás 131 iparos 28 féle iparát tartalmazza.
Az egyutcás, főteres település átalakult sugaras szerkezetűvé, ahogyan a Fő tértől a hegyek felé vezető utak mentén is házak épültek. A várost szőlőhegyek veszik körül, ami a lakosság fő foglalkozását mutatja, hiszen ekkora kiterjedésű szőlőket nem lehet másképp megművelni, mint főmunkaként. A lakosság kétharmada kizárólag bortermeléssel foglalkozott, a maradék nagy része pedig borkereskedelemmel és kiszolgálóiparral, mint például rengeteg kádármester, fuvaros.
A városias településmag viszonylag kicsi. Itt épültek a gazdagabbak házai. Ezekre a féltetős beépítés, a kicsi belső udvar és a kert hiánya jellemző. Építésük idején a nagy udvar még nem volt státuszszimbólum, ellenkezőleg a nagy udvarra a gazdálkodáshoz volt szükség, amit ezek a tulajdonosok nem végeztek. Az általában kövezett kis udvar csak a szükséges melléképületek megközelítésére kellett. Egyes nagyobb épületeknek egyáltalán nincs udvaruk, mivel minden helyet kihasználtak a beépítéshez. Ezekhez a kispolgári és iparos házak csatlakoznak, amelyek alacsonyak, és hossztengelyük párhuzamos az útra. Itt álltak az üzletek is. Ezek körül félagrár és agrár jellegű zónák települtek.
A lakosság foglalkozás szerint földrajzilag elkülönült. A fő út Duna felé eső oldalán a halászok és hajósok, másik oldalán kereskedők laktak. Az utóbbiak gazdagabbjai a Fő téren és környékén. A hegyekre húzódó utak mentén szőlősgazdák és szántóvetők éltek. Az utcaszerkezet a térszínhez igazodik. A lapos részeken viszonylag szabályos telektömbök állnak, míg északra és nyugatra haladva egyre szabálytalanabbá válik. Az egy központú sugaras szerkezetet tovább bonyolítja, hogy a Bükkös-patakon hidat kellett állítani, és az „Öreg híd” mindkét oldala egy-egy csomóponttá vált. Emellett a Fő tér felett álló templom környéke körtelepülés jelleget is mutat. Az ilyen körtelepülések a Dunakanyarban csak ott alakultak ki, ahová szerbek költöztek be. Sőt több önálló, nagyon kicsi körtelepülés is kirajzolódik egymás mellett. A templomdomb még a topográfiai adottságai miatt lett központja egy körtelepnek (nem is szerbek, hanem katolikus dalmátok lakták a környékét), de a többi szerb templom is egy-egy körtelep központjává vált olyan területeken, ahol a domborzat egyébként ezt nem indokolta, viszont szerb lakosság telepedett meg a temploma körül.
A 19. századi változások leginkább a város központjában láthatók, ahol a Szent János templom körbeépült, és elkezdett kialakulni a ma jellemző városkép a szűk utcákkal. A nagy változás jelentős mértékben az 1838 márciusi hatalmas árvíznek tulajdonítható, amely 177 házat döntött le a Belváros környékén. Látható a belső udvaros, már nem a mezőgazdaságot szolgáló udvartípus kialakulása. Ezek kereskedőházak. 1783-ban még csak 14 kereskedőt tartottak nyilván a városban, ez a szám a 19. századra a többszörösére nőtt.
A 19. század minden tekintetben hanyatlást hozott a városra. Ebben jelentős szerepet játszott az 1775-ös, 1799-es, 1809-es és 1837-es árvíz. 1800-ban tűzvész pusztította el a maradék faházakat, az agyagtapasztásos kőházakat viszont az áradások. 1832-re 3186 főre csökkent a lakosság.
A külterületeken még jelentős a szőlő, a Bükkös patak partján azonban megjelennek a legelők is. A szőlő visszaszorulására történeti adatok is vannak. Visszaesett a kivitel, az országon belüli kereslet a homoki szőlők miatt csökkent. A hegyi borok végét majd az 1880–1885-ös filoxéra hozta el.  Az 1885-ös kataszter már főleg legelőket mutat.

## Népesség
A kisváros sajátos mediterrán hangulata az elmúlt évszázadok folyamán alakult ki, amikor a törökök kiűzése után a magyarok mellett szerb, dalmát, szlovák, német és görög telepesek népesítették be. A horvát kisebbség jelentős része saját magát dalmátnak nevezi, ők maguk pedig Dalmáciából érkeztek a 17. század legvégén. Szentendre népessége a 2015-ös adatok alapján 25 542 fő volt, amely a 2011-es népszámlálást leszámítva már az 1970-es évek óta folyamatosan növekedett. A városban túlnyomó többségben magyarok laknak, 87,9%-a volt az a 2011-es számláláskor. A jelentősebb kisebbségnek a németek számítanak 1,7%-kal, őket követi a cigányság 0,5%-kal, majd a szerbek 0,4%-kal, a horvátok, a lengyelek, a románok és a szlovákok 0,3%-kal, valamint az ukránok és a görögök 0,1%-kal. A város 2,2%-a valamely egyéb, nem hazai nemzetiséget képviseli, 11,9%-a pedig nem kívánt válaszolni. Sajátos összetételét a mintaszerű független kisebbségi önkormányzati rendszere is jelzi, országosan ismert volt és jelenlegi képviselői a Horvát Kisebbségi Önkormányzatnak Benkovits György író, a Lengyel Kisebbségi Önkormányzatnak Halper Dávid esztéta, és Kecskésné Pastinszky Krisztina antikvárius, a Német Kisebbségi Önkormányzatnak dr. Bindorffer Györgyi kulturális antropológus és dr. Virághalmy Lea tudományos szakíró, a Szerb Nemzeti Kisebbségi Önkormányzatnak pedig Vukovits Koszta művészettörténész és Brczán Miroszláv a Vujicsics együttes tagja.
Szentendre város vallási feloszlási aránya a 2011-es adatok alapján a következő. Római katolikus az itt lévők 35,8%-a, református 9,9%-a, evangélikus az 1,5%-a, görögkatolikus a 0,6%-a, és a zsidó vallást gyakorolja pedig a lakosság 0,2%-a. Más egyházhoz, felekezethez tartozik százalékban a város 2,6%-a. Nem tartozik egyházhoz és semmilyen más felekezethez a 21,1%-a. Nem kívánt válaszolni a 28,1%-a.
2022-ben a lakosság 88,7%-a vallotta magát magyarnak, 1,4% németnek, 0,4% horvátnak, 0,4% szerbnek, 0,3% szlováknak, 0,3% cigánynak, 0,2-0,2% ukránnak, lengyelnek, románnak és görögnek, 0,1-0,1% örménynek, bolgárnak és ruszinnak, 6,5% egyéb, nem hazai nemzetiségűnek (10,9% nem nyilatkozott; a kettős identitások miatt a végösszeg nagyobb lehet 100%-nál). Vallásuk szerint 29,3% volt római katolikus, 9,9% református, 1,9% evangélikus, 1% görög katolikus, 0,4% ortodox, 0,1% izraelita, 1,3% egyéb keresztény, 0,7% egyéb katolikus, 16,6% felekezeten kívüli (38,4% nem válaszolt).

## Politika

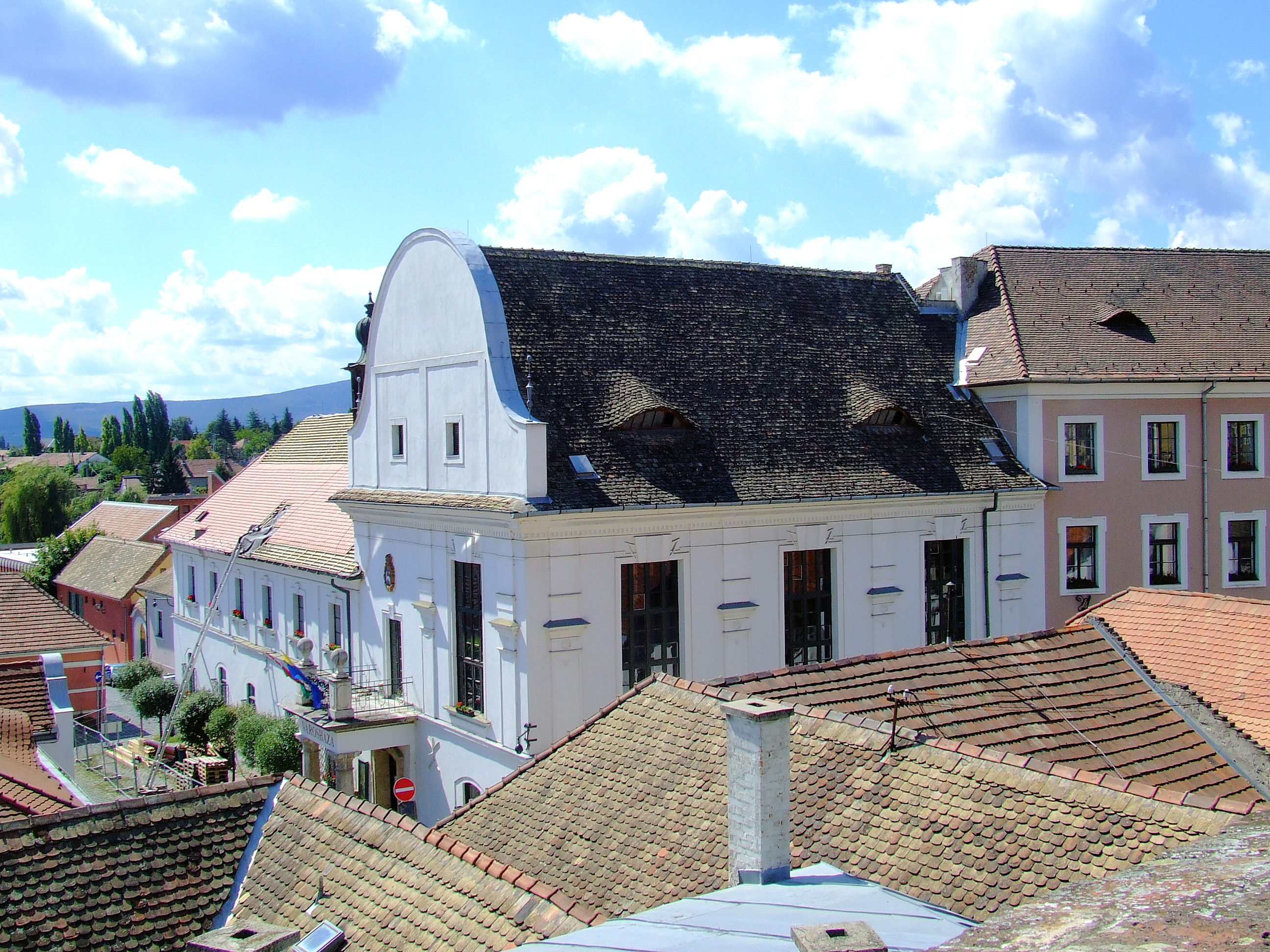
A Városháza épülete a Templom térről nézve

### A település vezetői

#### Polgármesterek 1950 előtt
- 1872-1903: Dumtsa Jenő

#### Polgármesterek a rendszerváltás óta
- 1990–1994: Németh Gábor (nem ismert)[24]
- 1994–1998: Kállay Péter (FKgP-EKgP-MDF-MIÉP-KDNP)[25]
- 1998–2002: Miakich Gábor (Szentendréért-MSZP-SZDSZ-Közél...)[26][27]
- 2002–2005: Miakich Gábor (Összefogás-MSZP-SZDSZ)[27][28]
- 2006–2006: Dr. Dietz Ferenc (Fidesz-Kisgazda Polgári Egyesület-MDF-MKDSZ-Petőfi Egyesület-Fidelitas)[29]
- 2006–2010: Dr. Dietz Ferenc (Polgári Koalíció)[30]
- 2010–2014: Dr. Dietz Ferenc (Fidesz)[31]
- 2014–2019: Verseghi-Nagy Miklós Zoltán (Fidesz-KDNP)[32]
- 2019–2024: Fülöp Zsolt (Társaság az Élhető Szentendréért)[33]
- 2024– : Fülöp Zsolt (Társaság az Élhető Szentendréért)[1]

A településen 2006. március 19-én időközi polgármester-választást tartottak, az előző polgármester lemondása miatt.

### A 2024-es önkormányzati választás eredménye
- A polgármester-választás eredménye[35]

| Jelölt neve      | Jelölő szervezet(ek) | Jelölő szervezet(ek)                            | Szavazatok száma | Szavazatok aránya |
| ---------------- | -------------------- | ----------------------------------------------- | ---------------- | ----------------- |
| Fülöp Zsolt      |                      | TESZ                                            | 7131             | 50,13%            |
| Petricskó Zoltán |                      | Összeköt Egyesület – Fidesz – KDNP              | 5961             | 41,91%            |
| Dr. Filó András  |                      | Mi Hazánk – Szentendrei Nemzeti-Konzervatív Kör | 1132             | 7,96%             |
| Összesen         |                      |                                                 | 14 224           | 100%              |

- A képviselőtestület-választás eredménye[36]

| Párt | Párt          | Mandátumok | Képviselő-testület | Képviselő-testület | Képviselő-testület | Képviselő-testület | Képviselő-testület | Képviselő-testület | Képviselő-testület | Képviselő-testület | Képviselő-testület | Képviselő-testület | Képviselő-testület |
| ---- | ------------- | ---------- | ------------------ | ------------------ | ------------------ | ------------------ | ------------------ | ------------------ | ------------------ | ------------------ | ------------------ | ------------------ | ------------------ |
|      | TESZ          | 9          | P                  |                    |                    |                    |                    |                    |                    |                    |                    |                    |                    |
|      | Fidesz – KDNP | 5          |                    |                    |                    |                    |                    |                    |                    |                    |                    |                    |                    |
|      | Mi Hazánk     | 1          |                    |                    |                    |                    |                    |                    |                    |                    |                    |                    |                    |

## Gazdaság
A városban papírgyár és cementárugyár képviselte korábban a nagyipart, a környező ipari területeken kisüzemek létesültek, mint a Szentendrei Ipari Szövetkezet (SzISz), vagy a PEFÉM izbégi telepe. A rendszerváltozás után a papírgyár görög tulajdonba került, majd felszámolták, szintén megszűnt az izraeli tulajdonú gyémántcsiszoló-üzem. A kisüzemek gyakorlatilag eltűntek a korábbi ipari területről, helyettük szolgáltató tevékenységek települtek. Az úgynevezett „Kocsigyár”, ahol a II. világháborúban munkaszolgálatosok dolgoztak, már nem működik. Az üzemet lebontották, a területet jelentősen átalakították, egy részének helyén ma lakópark áll, a további részein most tervezik a lakásberuházásokat. Szentendrén a munkahelyek száma folyamatosan csökken, így területének nagy része alvóváros jellegű.

## Közlekedés

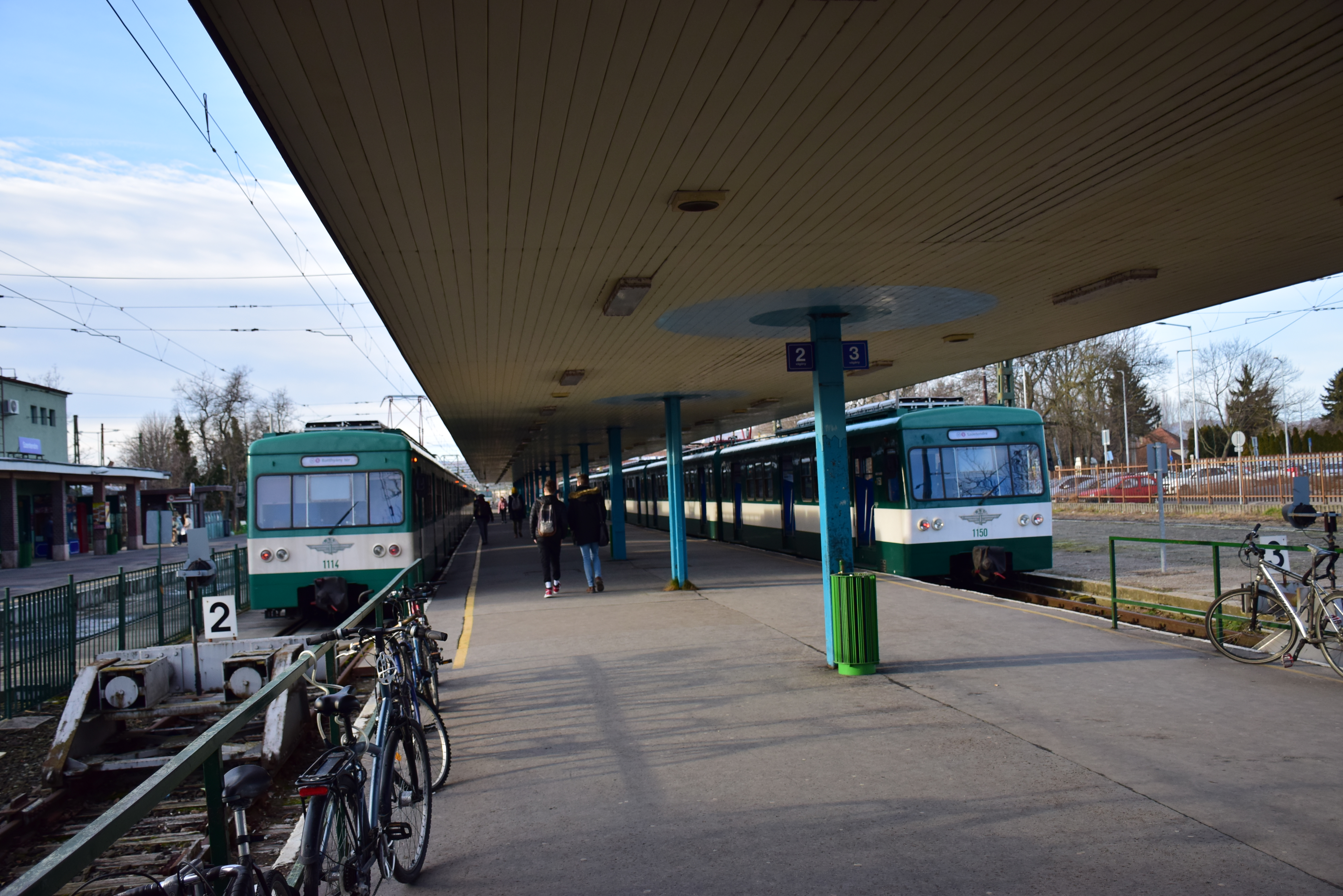
Szentendre HÉV-állomás

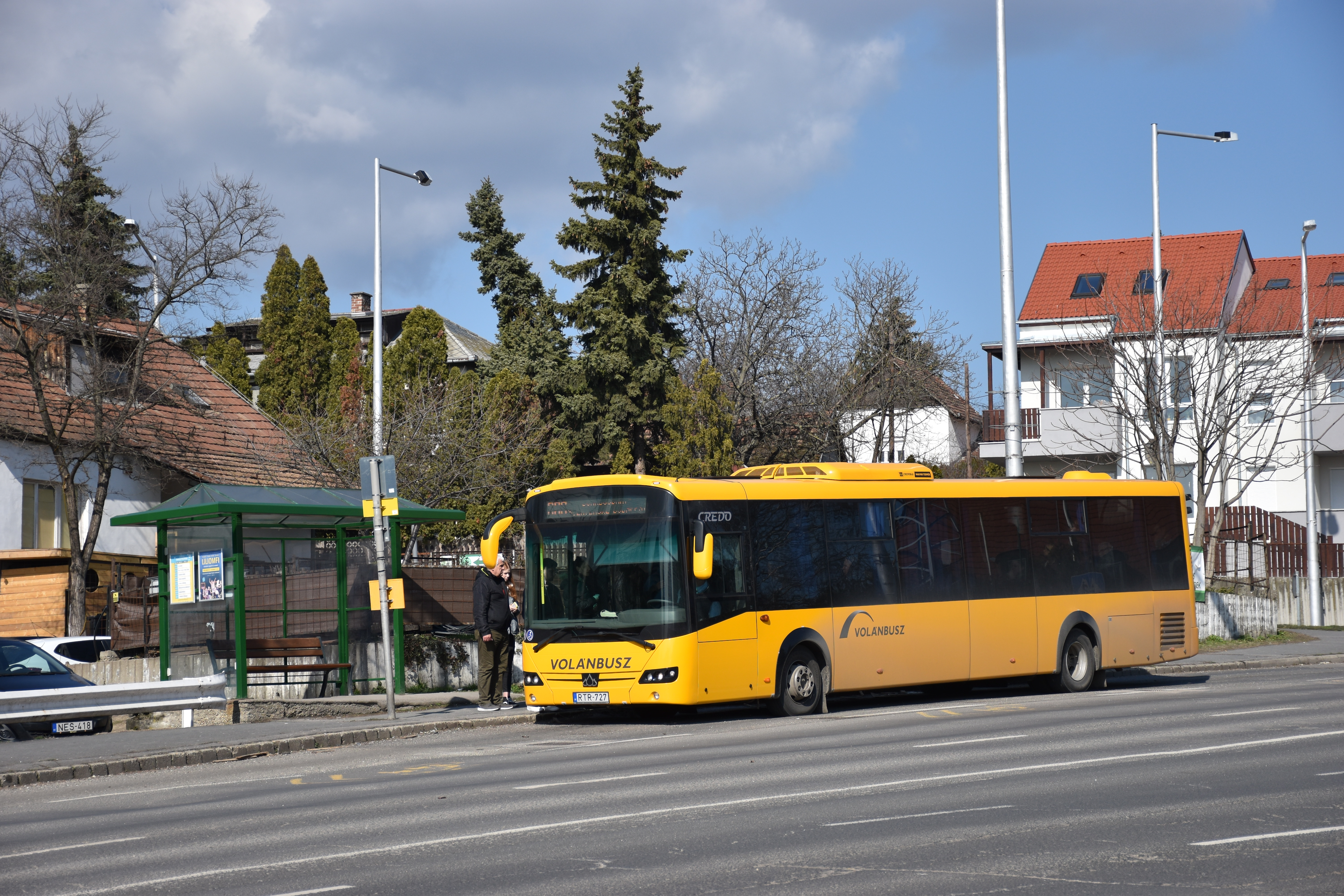
Autóbusz az Izbégi elágazás megállóban

### Közúti
Szentendre legfontosabb útvonala a 11-es főút, amely észak–déli irányban a város teljes területén végighúzódik, Dunakanyar körút néven szelíd ívben megkerülve a történelmi belvárost. Budapest és a Dunakanyar felől is ezen az úton érhető el a legegyszerűbben. Ebből az útból ágaznak ki a Szentendrét érintő alacsonyabb rendű utak is a Pilis és a Visegrádi-hegység települései felé: Pomázra az 1112-es, Pilisszentlászló-Visegrád felé az 1116-os, a Skanzen felé a 11 112-es, illetve Budakalászon és Ürömön át Budapest széléig az 1108-as út. A város legészakibb részén egy kompjárat is indul a Szentendrei-Duna túlpartján, a Szentendrei-szigeten fekvő Szigetmonostor irányában, a kompot a 11-es út felől a 11 308-as, az átellenes oldalon pedig a 11 307-es út szolgálja ki (utóbbi a Szentendrei-sziget főútjának számító 1113-as útba csatlakozik bele). A város környékén található erdei kirándulóhelyek közül Dömörkapu felé a 11 113-as, Lajosforrásra pedig a 11 114-es számú mellékút vezet.
Az Budapest III. kerületében a Flórián tértől induló 11-es főút az 1970-es és az 1980-as években szélesedett ki a fővárosi szentendrei úti szakaszán a mai formájára és a kapott új, irányonként két forgalmi sávos nyomvonalat – a Dunakanyar gyorsabb megközelítése, valamint Békásmegyer, Budakalász és Szentendre tehermentesítése céljából – a csillaghegyi Czetz János köz és a szentendrei Kalászi út, továbbá a Duna korzó Pannónia utcai déli vége és az Ady Endre út között.
A Dunakanyar körút a belvárost és az addig főútvonalként funkcionált Duna korzót mentesíti az átmenő forgalom terhelése alól. A mai formájában a Szentlászlói útig 1978-ra, az Ady Endre úti elágazásig – megközelítőleg – 1982-ig készült el. A Sztaravoda úti torkolat fölötti kanyar Duna felőli oldalán a Mészáros Dezső szoborparkot 1986-ban adták át.
A Duna korzón 2012-2013 között mobilgát épült az 1965-ben emelt gát helyére.

### Autóbusz
1978-ban az új Dunakanyar körút alatt a belváros felé vezető gyalogos aluljáró épült és a buszpályaudvar első ütemét is ekkor adták át. Onnan a Volánbusz helyközi járataival egyéb városokba, községekbe lehet eljutni (például Leányfaluba, Tahitótfalura, Pócsmegyerre, Visegrádra, Esztergomba stb.). A helyi autóbusz-közlekedés egy részét (a Pismányba, Izbégre, a Szabadtéri Néprajzi Múzeumhoz vezető járatokat, és néhány, a Püspökmajori lakótelepre közlekedő járatot) 2012. december 1. és 2014. november 30 között a HOMM Kft. látta el, a Volánbusz alvállalkozójaként. 2014. december 1-jétől 2015. november 30-ig ideiglenesen a Volánbusz látta el a helyi autóbusz-közlekedést. 2015. december 1. óta Szentendrén nem üzemelnek helyi járatok, a városon belüli viszonylatokat integrálták az Újpest-Városkapu autóbusz-állomásról a Dunakanyar irányába tartó helyközi közlekedésbe.

### Vasúti
A városba a H5-ös HÉV közlekedik, Budapestről, a Batthyány térről. Szentendre HÉV-állomás 1914-ben átadott régi kocsiszínjét az 1980 körül épült nagy kapacitású járműtelep üzembe helyezését követően felhagyták. A HÉV állomás környéke (Állomás tér) még előtte nyerte el a mai formáját. 1992-ben építették az HÉV állomás mai perontetőit és a felújított régi kocsiszínben ekkor nyílt meg Városi Tömegközlekedési Múzeum.

### Vízi
A nyári szezonban a MAHART-Passnave kirándulóhajói a budapesti Vigadó téri hajóállomásról naponta többször indulnak a Dunakanyar térségébe. Szigetmonostorra pedig komp jár át.

### Kerékpáros
Kerékpáros szempontból Szentendre neuralgikus pontot képez, mivel a városon keresztülvezető irányonként két sávos főúton a kerékpározás hosszú ideje tiltott, ellenben ott, ahol az út újra csak két sávra szűkül, már szabad kerékpározni is. A tiltott szakaszokról a kerékpárforgalmat a főút menti, sok helyütt rossz minőségű, töredezett burkolatú mellékutcákra, keskeny járdákra terelik, ami nem növeli a város vonzerejét a kerékpárral érkezők számára. Békásmegyer és Szentendre között a 11-es főút mellett és a Duna-parton kiépített kerékpárút többnyire jó minőségű. (Utóbbinál azonban kellemetlenséget okoz a Dera-patak torkolatánál az út mentén elhelyezkedő, korszerűtlen szennyvíztelepről[forrás?] kiáradó bűz.)

## A városhoz kapcsolódó nevezetes személyek
- Avakumovics Avakum (1774–1811) szentendrei szerb költő, katona, zenész, fuvolaművész
- Dr. Kucsera Ferenc (1892–1919), szentendrei római katolikus káplán, vértanú
- Jakov Ignjatovics (1822–1889), magyarországi szerb író (itt született)
- Ferenczy Béni (1890–1967), szobrászművész (itt született)
- Ferenczy Noémi (1890–1957), gobelinművész (itt született)
- Varga Gyula (orvos) 1916-ig Weisz (1902–1973) orvos, fül-orr-gégész, egyetemi tanár (itt született).
- Deim Pál (1932–2016), Kossuth-díjas magyar festőművész (itt született)
- Borbély Mihály (1956–) zenész, a magyar kortárs jazz meghatározó alakja (itt született)
- Pálinkás János (1968–) festőművész (itt született)
- Benkovits György festőművész (itt született)
- Wolf Kati (1974–), magyar énekesnő (itt született)
- Báthory Zoltán (1978–), magyar születésű amerikai zenész (itt született)
- Ferenczy Károly (1862–1917), festő (a városban élt)
- Andorka Péter (1987–), magyar zeneszerző (a városban él)
- Endrei Judit (1953–), bemondó, szerkesztő-műsorvezető (a városban él)
- ef Zámbó István (1950–), festőművész, (a városban él)
- Aknay János (1949–), festőművész, (a városban él)
- Bihon Győző (1959–), festőművész, (a városban él)
- Regős István (1954–), festőművész, (a városban él)
- Ivancsics Ilona (1960–), színésznő (a városban él)
- Ifjabb Ábrányi Emil (1850–1920) költő, műfordító, újságíró (itt hunyt el)
- Hamvas Béla (1897–1968) író, filozófus, esztéta (itt nyugszik)
- Hangácsi István (1968-), hadisírkutató (a városban él)
- Csepregi Éva (1953–), énekesnő, a Neoton Família tagja (a városban él)

## Városszerkezet

### A belváros felé

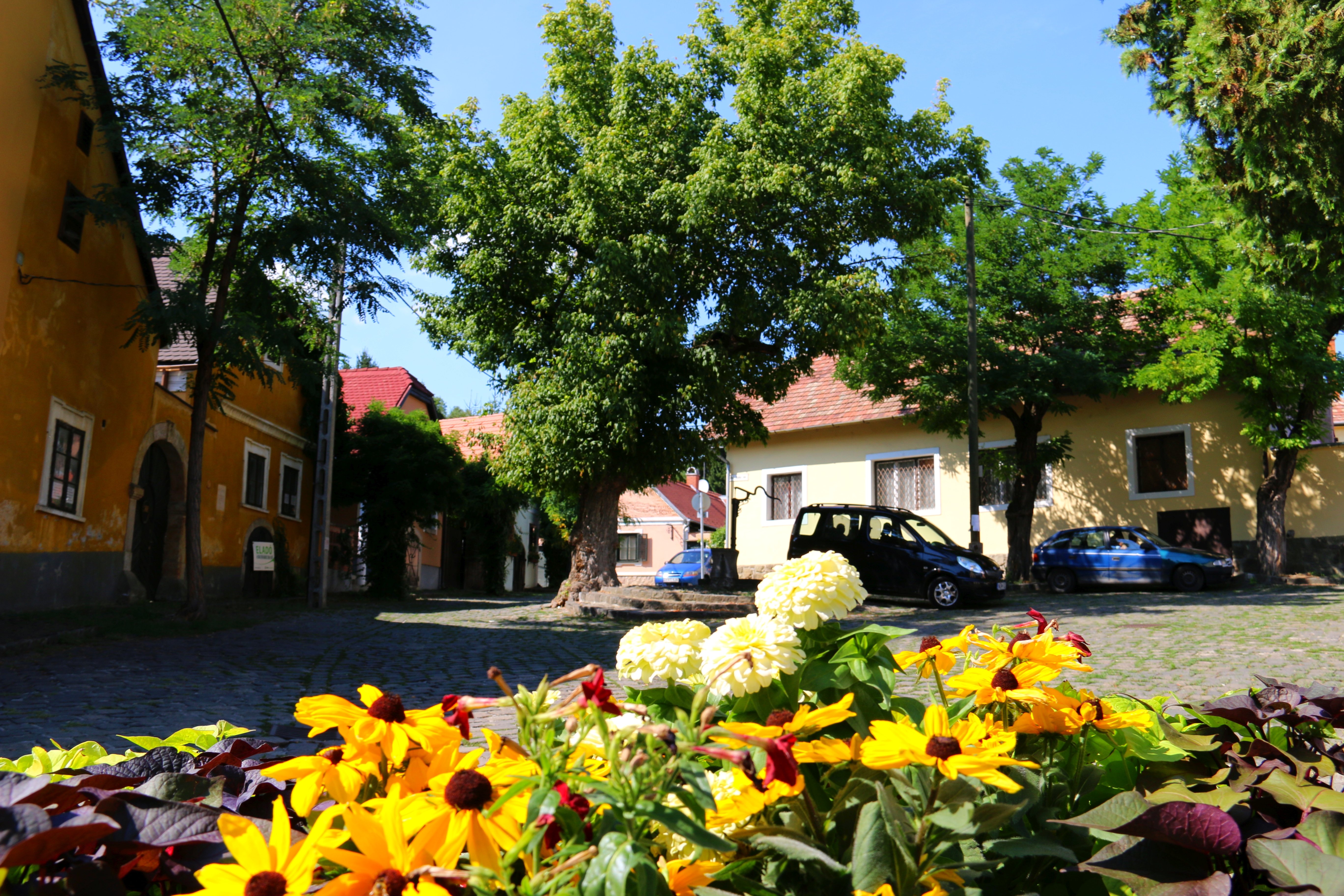
Virágok Szentendre Belvárosában
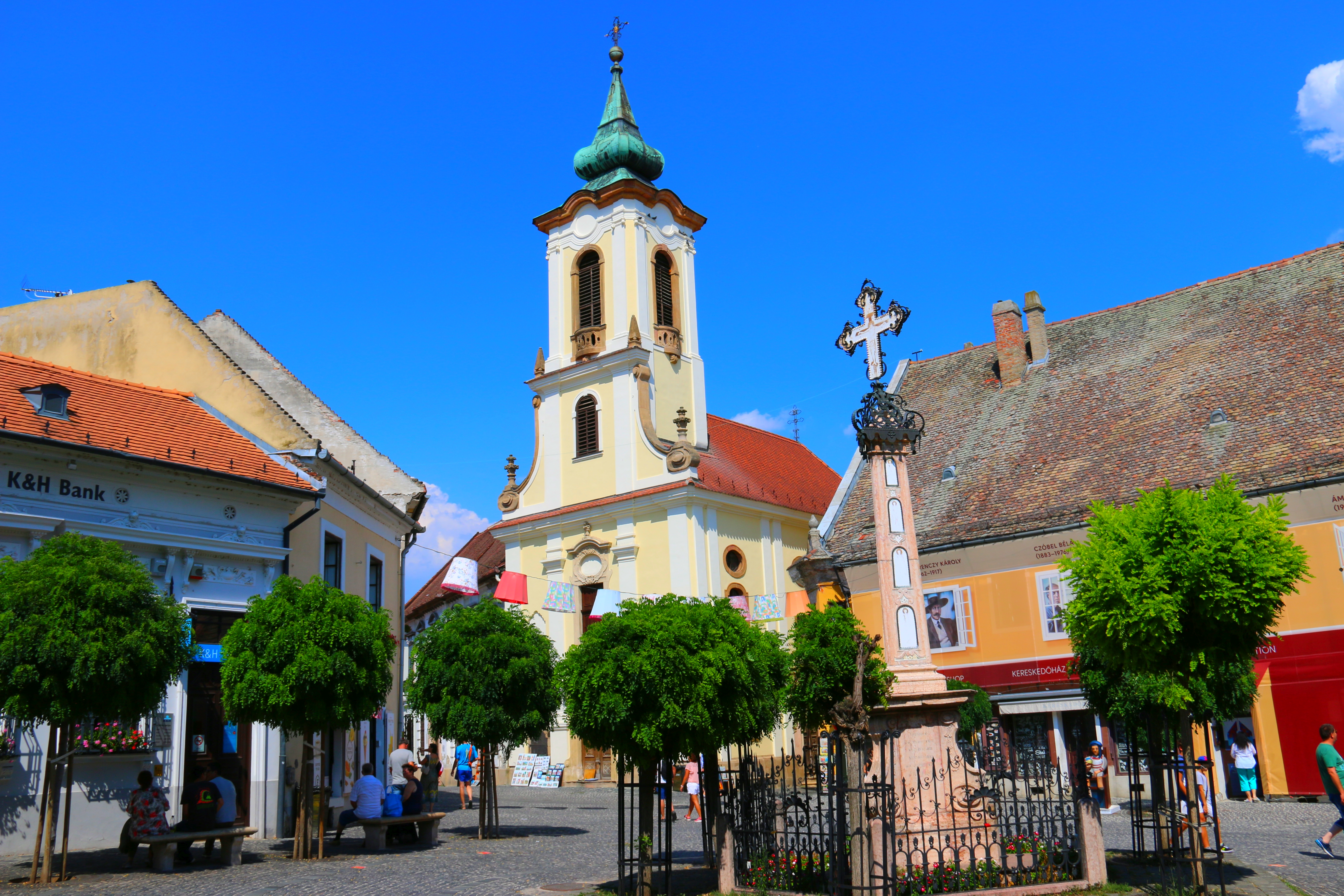
Gömbakácokkal körülültetett kereszt Szentendre Fő terén
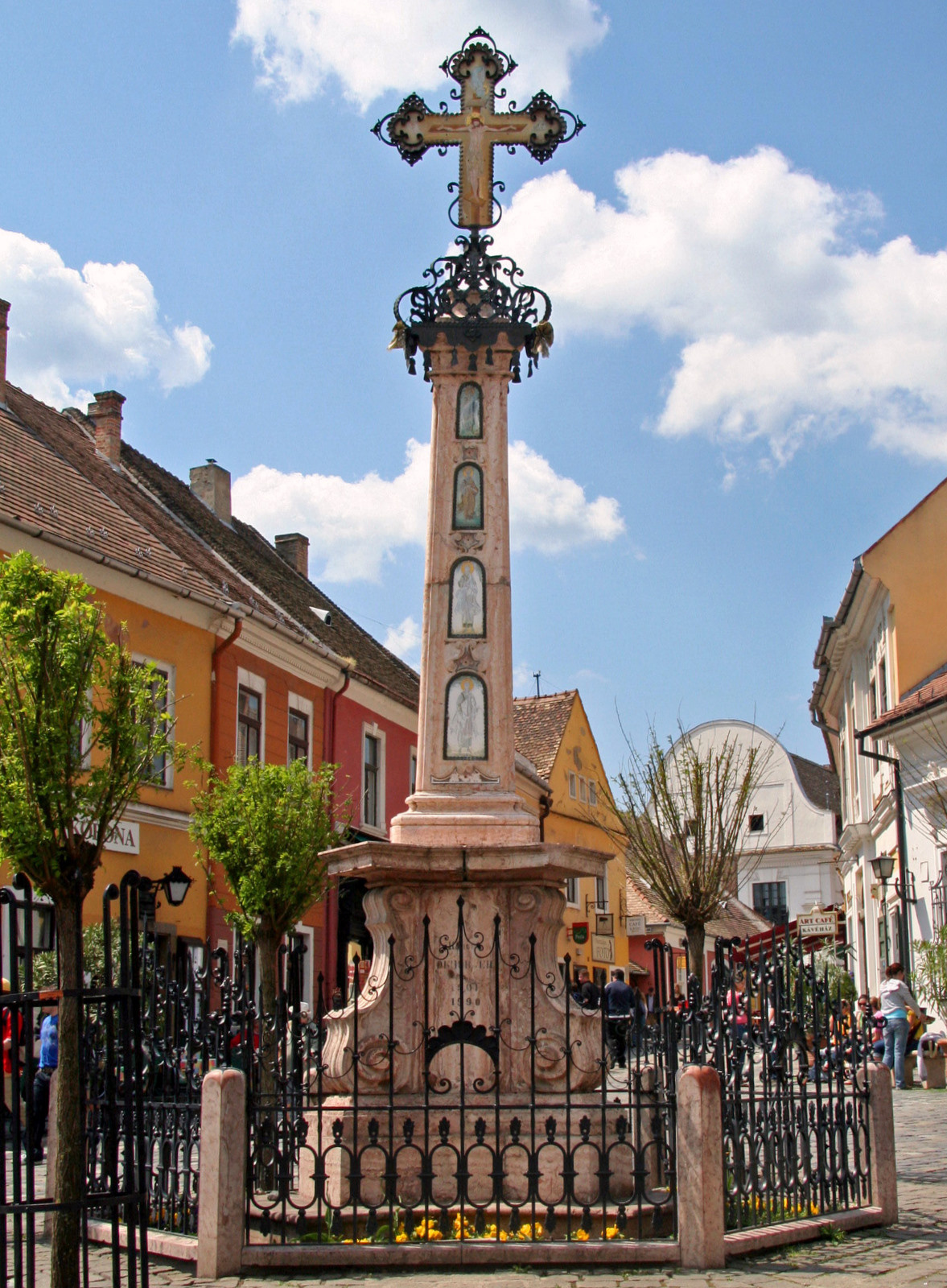
A Fő tér közepén található Szerb Kereskedő Társaság keresztje
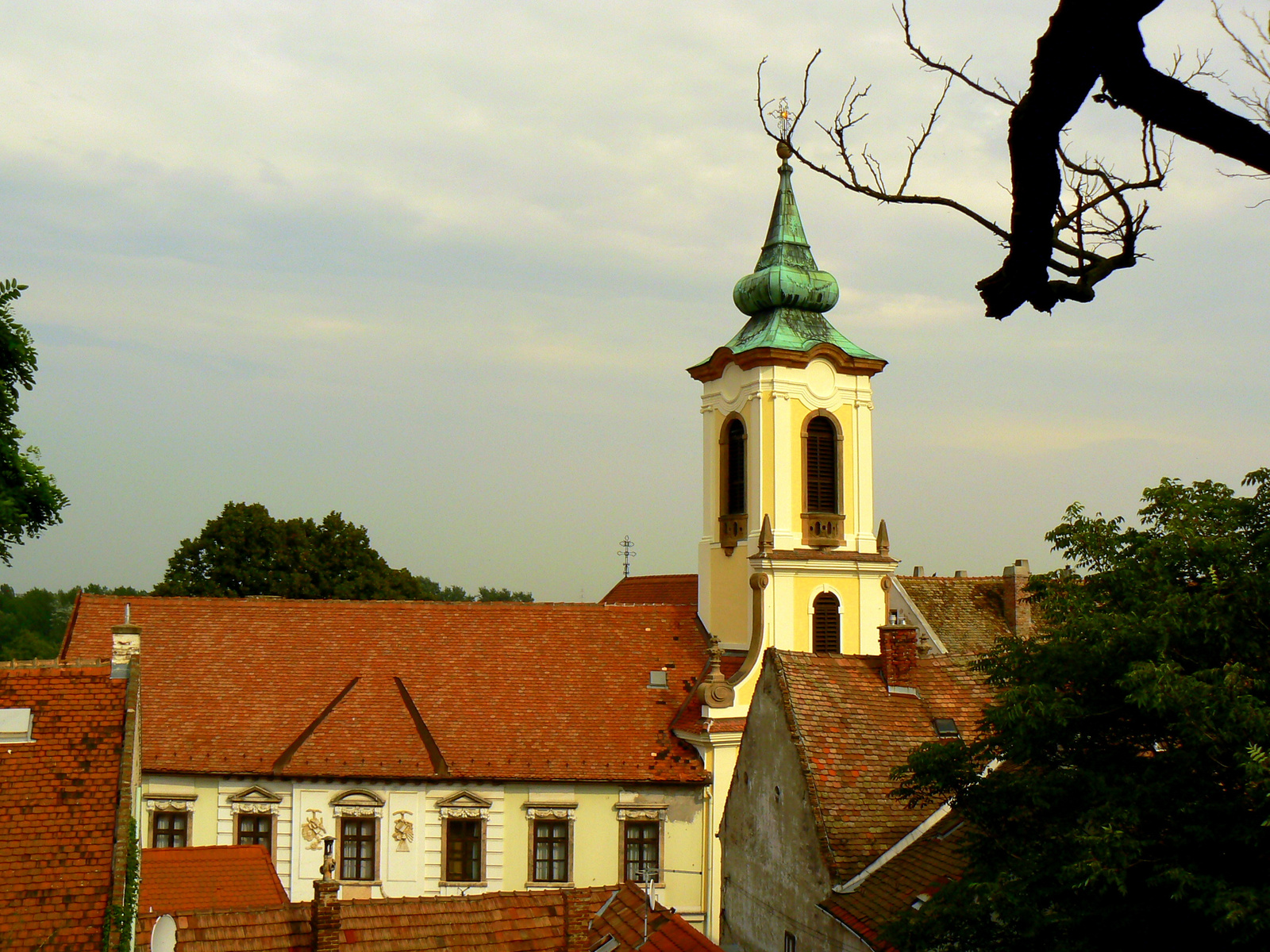
A Blagovesztenszka görögkeleti templom tornya a Várdombról szemlélve
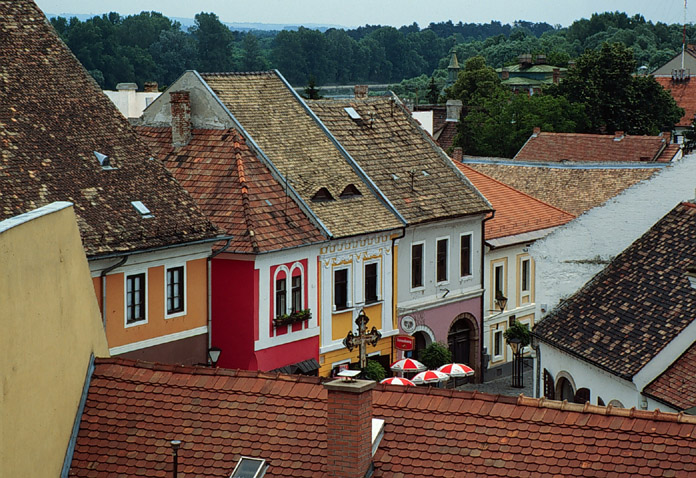
Szentendre kis utcáinak látképe a Templom térről
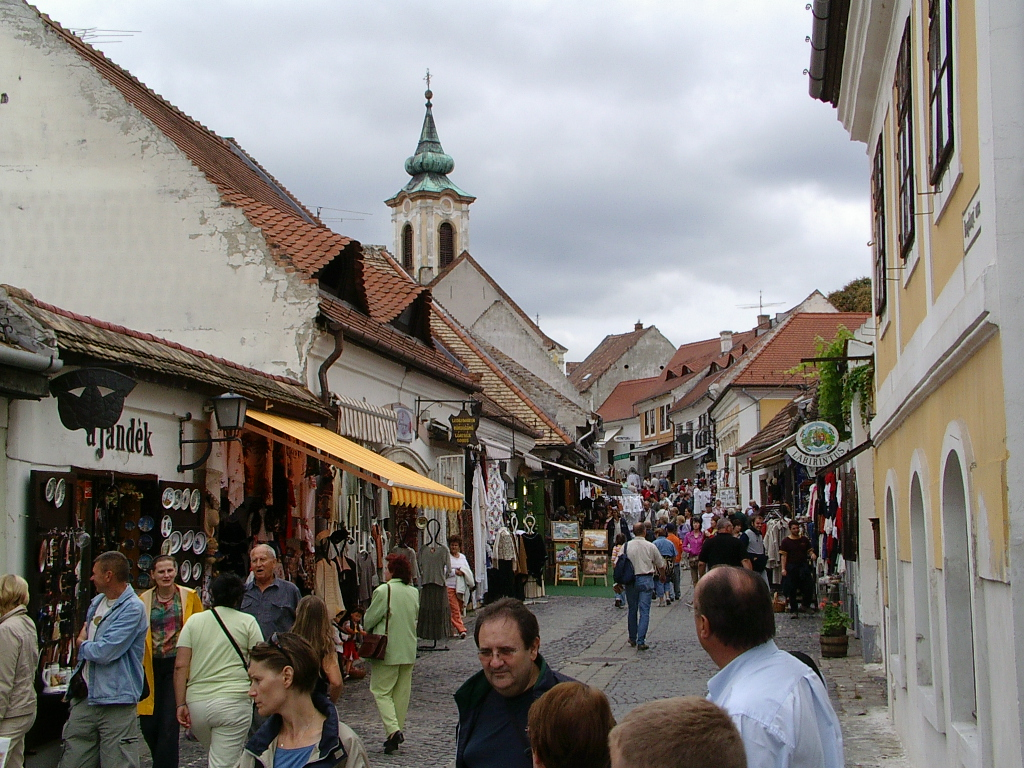
Szentendrei utcakép

Az Állomás tér Duna felöli oldalán elsőként 1970-ben adtâk át a kicsiny Rózsakert lakótelepet. Nyugat felé található a Püspökmajor városrész, illetve az 1974-1984 között épült azonos nevű lakótelep, a Pismány illetve Pilisszentlászló felé halad a 11-es út, valamint a belváros felé indul a Kossuth Lajos utca. 
A Kossuth Lajos utcán haladva a 18. századi pestisjárvány áldozatainak emelt Flórián kápolna mögött terül el az egykori római város. A tábor emlékeit mutatja fel a Római kőtár, korabeli faragott mérföldkövekkel, sírkövekkel, kőládákkal. A Pozsarevacska-templomot elhagyva a Bükkös-patak hídján keresztül (Szabadság tér) érhetjük el a város „főutcáját”, a Dumtsa Jenő utcát. Az utca Dumtsa Jenőről, a város első polgármesteréről kapta nevét. Műemlék – többnyire 18. század végi – épületek között ér be az utca a városközpontba. A híd közelében áll a modern evangélikus istentiszteleti ház. Az utcától keletre, a Duna-parton halad a népszerű Duna korzó (egykori Somogyi–Bacsó part). Az utca bal oldalán áll a Péter-Pál római katolikus templom (az egykori Csiprovacska). A Fő tér előtt találhatjuk a Pajor-kúriát, a Barcsay Múzeumot, ill. a Szabó Károly cukrászmester által alapított híres Szamos Marcipán Kiállítás és Látványműhelyt.

### A történelmi városmag
A belváros központja a Fő tér és a Bogdányi utca, számos műemlék épülettel, múzeummal, illetve a közelben a hangulatos Duna-part.

### A dombok környékén
A kisparcellás szőlősgazdák dombja volt a Szamárhegy, a Belvárostól északra elhelyezkedő, szintén történelmi városrész, amely a 20. század elején kezdett beépülni. A domb neve nem a szamárra utal, hanem a szerb самар (nyereg) kifejezésből alakult. A Szamárhegy legmagasabb pontján a szattyánt és kordovánt cserző bőrkészítők (tobakosok) emelték a Tobakosok keresztjét, ahonnan pompás kilátás nyílik a Dunakanyarra. Ettől északkeletre, a domb alján találhatjuk meg a Szentendre Régi Művésztelepet, az egykori Szentendrei művésztelep központját, illetve az 1978-ban létesült Kerényi Jenő Emlékmúzeum pavilonját az azt körülvevő szoborparkkal. Itt állították a Bogdányi és Dézsma utcák sarkán a Szőlősgazdák keresztjét, nem sokkal távolabb pedig Szent Orbán emlékkeresztjét, aki a katolikus és ortodox egyházaknak is szentje és védnöke a szőlőművelésnek.
A Bükkös-patak keresztülfolyik a városon. Felső szakaszán Izbég felé a déli partja közelében áll az 1970-es években épült Püspökmajori lakótelep, az északi partja mentén pedig a kisebb méretű Füzespark és Vasvári lakótelep.) Számos híd vezet át rajta. Alsó szakaszán, a Lehel utcai hídtól a Duna korzóig burkolt a medre. A belváros déli részén, a patak felett átívelő Apor hídnál magasodik az evangélikus és a Pozsarevacska templom és a katolikus kálvária. A Püspökmajort délről határoló Radnóti Miklós utcáról pazar kilátás nyílik a Pomázi-síkra, a Pilis és a Visegrádi-hegység hegyvidékére.

## Turizmus

### Nevezetességek
| Belgrád-székesegyház (szerbül: Београдска) |  | Blagovestenszka szerb ortodox templom (szerbül: Благовештенска) |  | Pozsarevacska szerb ortodox templom (szerbül: Пожаревачка)     |  |
| Keresztelő Szent János- plébániatemplom    |  | Péter-Pál római katolikus templom (szerbül: Ђипровачка)         |  | Preobrazsenszka szerb ortodox templom (szerbül: Преображенска) |  |
| Városháza                                  |  | Pestis kereszt                                                  |  | Tobakosok keresztje                                            |  |

## Kultúra
A város kultúráját elsősorban a délszláv örökség, illetve a városhoz köthető, leginkább kortárs művészek határozzák meg. A szláv kultúra egyik legjelentősebb képviselője a város szülötte, Jakov Ignjatovics szerb író, de jelentős hatása van a délszláv népi-, ill. egyházi zenének is. A kortárs előadók legismertebb köre a híres Szentenderi festőiskola utódaként 1972-ben létrejött Vajda Lajos Studió, majd az annak nyomán 1979-ben megalakult A.E.Bizottság underground együttes. A Hamvas Béla Pest Megyei Könyvtár 1975-ben épült.

### Múzeumok
| Ámos Imre – Anna Margit Emlékmúzeum (Az állandó kiállítás anyaga: Ámos Imre és Anna Margit festőművész házaspár képei.) |  | Barcsay Múzeum (Az állandó kiállítás Barcsay Jenő festőművész munkáit mutatja be.)                                 |  | Ferenczy Múzeum (Az állandó kiállításon a Ferenczy-család gyűjteményes kiállítása látható.) |  |
| Kmetty Múzeum (Kmetty János festőművész alkotásai alkotják az állandó kiállítás anyagát.)                               |  | Szentendrei Képtár (A Képtár gazdag gyűjteményéből folyamatosan időszakos kiállításokat rendeznek.)                |  | Czóbel Béla Múzeum (Az állandó kiállításon a Czóbel Béla festményeinek kiállítása látható.) |  |
| Vajda Lajos Emlékmúzeum (Az állandó kiállítás anyaga Vajda Lajos életműve.)                                             |  | Kovács Margit Múzeum (Kovács Margit, a magyar kerámiaművészet megújítójának műveiből rendezett állandó kiállítás.) |  | Mikrocsodák Múzeuma                                                                         |  |

#### Egyéb kiállítások
- Szerb Egyházi Múzeum
- Korenchy Gábor zenélő gyűjteménye
- Városi Tömegközlekedési Múzeum
- Marcipánmúzeum
- Szentendrei Szabadtéri Néprajzi Múzeum

### Színházak
- Szentendrei Teátrum
- MűvészetMalom – 1999-ben Szentendre új kulturális intézménnyel gazdagodott. A régi fűrészmalom felújításával létrehozott Művészet Malom képzőművészeti kiállítások mellett a társművészetek rendezvényeit, köztük a Szentendrei Teátrum előadásait is befogadja. A malom félkész épületének izgalmas belső terében új játszóhely született, amely ideális helyszíne a kísérletező, a hagyományos színjátszás keretein túllépő stúdió előadásoknak. Fedett, férőhely: 100 fő.
- Dunaparti Művelődési Ház – A Szentendrei Teátrum harmadik játszóhelye a Dunaparti Művelődési Ház udvara, ahol a kis színpadot körülölelő tornyos polgárház természetes díszletként szolgál a vidám, kamarajellegű előadásokhoz. Szabadtér, férőhely: 100 fő. Cím: Dunakorzó 11/a.
- Hamvas Béla Pest Megyei Könyvtár színházterme

## Oktatás
Általános iskolák:
- Szentendrei Barcsay Jenő Általános Iskola
- Izbégi Általános Iskola
- Szent András Általános Iskola
- Templomdombi Általános Iskola
- II. Rákóczi Ferenc Általános Iskola és Gimnázium
- "Agy Tanoda" Magyar-Angol Két Tanítási Nyelvű Általános Iskola

Középiskolák:
- Szentendrei Református Gimnázium
- Móricz Zsigmond Gimnázium
- Szentendrei Ferences Gimnázium
- II. Rákóczi Ferenc Általános Iskola és Gimnázium
- Petzelt József Szakközépiskola és Szakiskola

Egyetem:
Magyar Honvédség Altisztkepző campus

## Sportélete
A városnak korábban két futballpályája volt, a Kossuth FC és a Petőfi SK tulajdonában. Ma már egyik sem üzemel. Az utóbbi még sportcélokat szolgál a helyi baseballcsapat, a Szentendre Sleepwalkers számára. A teremsportok közül jelentős a kézilabda.

## Testvérvárosai
- Barbizon Franciaország (2007)
- Godmanchester Egyesült Királyság (1996)
- Bursa Törökország (2005)
- Gubbio, Olaszország[42] (2016)
- Hoi-an Vietnam (2006)
- Huntingdon Egyesült Királyság (1996)
- Kézdivásárhely Románia (1990)
- Kruševac Szerbia (1990)
- Salon-de-Provence Franciaország (1997)
- Stari Grad Horvátország (2003)
- Uusikaupunki, Finnország (1990)
- Wertheim, Németország (1989)
- Zilah Románia (1990)
- Kalisz, Lengyelország[43][44]
- Koprivshtitsa, Bulgária[44]

## Helyi média
- TV Szentendre
- Rádió Szentendre

## A település az irodalomban
- Szentendre az egyik helyszíne Szamos Rudolf Kántor a nagyvárosban című bűnügyi regénye utolsó nagyobb epizódjának.